# SP-360
A SP-360 é uma rodovia radial do estado de São Paulo, administrada pelo Departamento de Estradas de Rodagem do Estado de São Paulo (DER-SP) e pela concessionária Rota das Bandeiras.

## Denominações
Recebe as seguintes denominações em seu trajeto:
- Nome: João Cereser, Rodovia  De – até: SP-330 em Jundiaí (km 61,900) – intersecção SPA-067/360 (km 66,720) em Jundiaí
- Nome: Engenheiro Constâncio Cintra, Rodovia  De – até: intersecção SPA-067/360 (km 66,720) em Jundiaí – Perímetro Urbano de Amparo (km 127,700)
- Nome: Engenheiro Geraldo Mantovani, Rodovia  De – até: Perímetro Urbano de Amparo (km 127,700) – Divisa Estadual São Paulo/Minas Gerais (km 178,472) em Águas de Lindoia

## Descrição
Ela tem inicio em Jundiaí e tem seu termino no município de Águas de Lindoia, na divisa com o Estado de Minas Gerais e no acesso para a rodovia MG-459. Ela também é conhecida como Rodovia das Estâncias no trecho entre Itatiba a Águas de Lindóia, e liga as cidades do chamado Circuito das Águas Paulista à Região Metropolitana de São Paulo, além de servir de acesso para cidades do Sul de Minas Gerais, como Monte Sião e Inconfidentes.
A concessionária Rota das Bandeiras é responsável, desde abril de 2009, pelo trecho com 19,32 km de extensão da rodovia que faz a ligação entre os municípios de Itatiba e Jundiaí, além da intersecção SPA-067/360, do km 0 ao km 2+400, tendo investido R$ 221,28 milhões nas obras de duplicação do trecho entre os km 67 e 81 da rodovia.

## Características

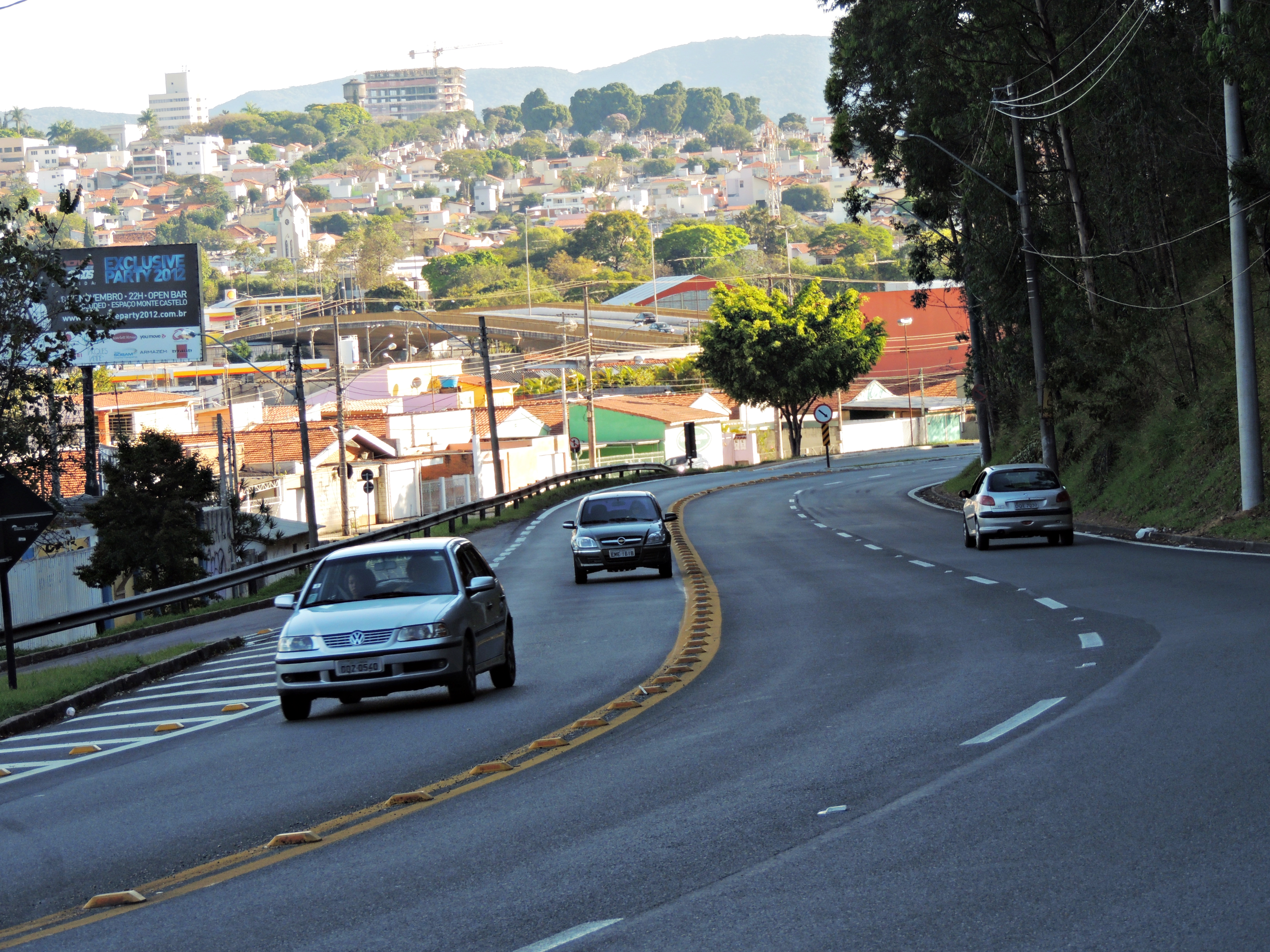
Trecho da SP-360 em Jundiaí.

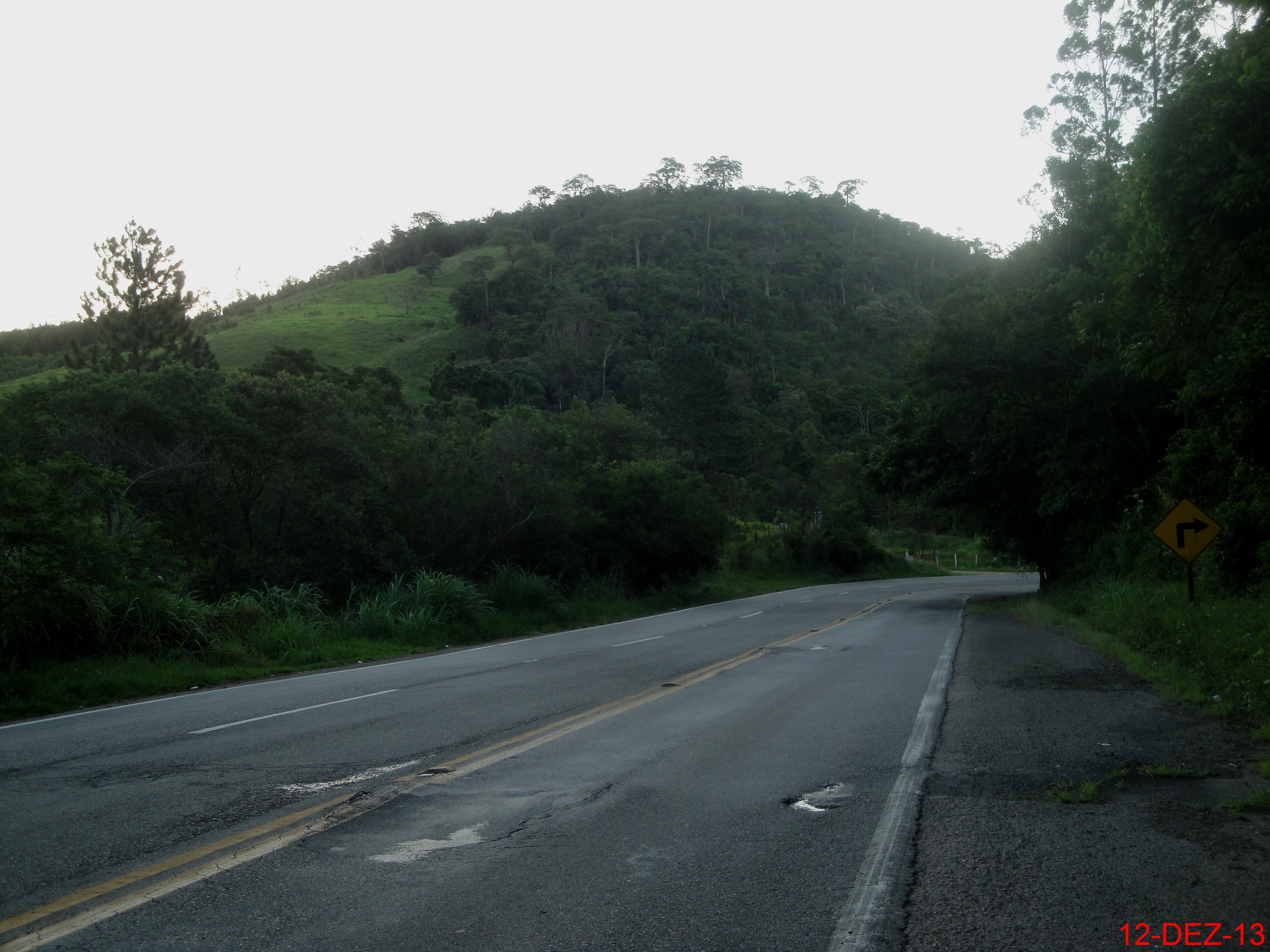
Trecho da SP-360 em Amparo.

### Localidades atendidas
- Jundiaí
- Itatiba
- Morungaba
- Amparo
- Serra Negra
- Lindóia
- Águas de Lindóia

### Descrição do Percurso
- Km 61,900 – Início da rodovia, Intersecção SP-330, Intersecção SP-300 (trecho pavimentado em pista dupla) – Início do trecho sob concessão à Rota das Bandeiras
- Km 63,750 – Intersecção SP-332
- Km 66,720 – Intersecção com o acesso à SPA-67/360 (acesso ao centro de Jundiaí) e com a vicinal de acesso ao Bairro Caxambu e ao município de Jarinu
- Km 74,410 – Divisa Municipal Jundiaí/Itatiba
- Km 76,000 – Praça de Pedágio
- Km 81,500 – Intersecção SP-063, Fim do trecho sob concessão à Rota das Bandeiras
- Km 82,950 – Perímetro Urbano de Itatiba
- Km 84,400 – Intersecção SP-063 e Interrupção da rodovia
- Km 87,000 – Reinício da Rodovia, Fim Perímetro Urbano de Itatiba
- Km 90,240 – Intersecção SP-065
- Km 98,760 – Divisa Municipal Itatiba/Morungaba
- Km 104,000 – Perímetro Urbano de Morungaba
- Km 106,000 – Fim do Perímetro Urbano de Morungaba
- Km 108,000 – Intersecção com estrada vicinal (acesso ao município de Tuiuti)
- Km 108,000 – Divisa Municipal Morungaba/Amparo
- Km 122,900 – Intersecção SP-095
- Km 127,700 – Intersecção SP-095, Início Perímetro Urbano de Amparo e Interrupção da rodovia
- Km 134,300 – Reinício da rodovia e Fim Perímetro Urbano de Amparo
- Km 137,140 – Intersecção SPA-137/360 (acesso ao município de Monte Alegre do Sul)
- Km 142,680 – Divisa Municipal Amparo/Serra Negra
- Km 148,000 – Intersecção SPA-148/360 (acesso às Vertentes)
- Km 149,150 – Início Perímetro Urbano de Serra Negra e interrupção da rodovia
- Km 151,100 – Reinício de Rodovia e fim Perímetro Urbano de Serra Negra
- Km 160,660 – Divisa Municipal Serra Negra/Lindoia
- Km 163,200 – Intersecção SP-147, e Perímetro Urbano de Lindóia
- Km 163,850 – Intersecção SP-147
- Km 164,100 – Fim Perímetro Urbano Lindoia
- Km 167,400 – Divisa Municipal Lindoia/Águas da Lindoia
- Km 168,600 – Início Perímetro Urbano de Águas de Lindóia
- Km 172,900 – Fim Perímetro Urbano de Águas de Lindoia
- Km 178,472 – Fim de rodovia, acesso à MG-459, Divisa Estadual São Paulo/Minas Gerais e Municipal Águas de Lindóia (SP)/Monte Sião (MG)